# Пукиш (Лопаре)
Пукиш је насељено мјесто у општини Лопаре, Република Српска, БиХ. Према попису становништва из 2013. у насељу је живјело 143 становника.

## Становништво
| Демографија | Демографија | Демографија |
| Година      | Становника  | Становника  |
| ----------- | ----------- | ----------- |
| 1961.       | 249         |             |
| 1971.       | 250         |             |
| 1981.       | 280         |             |
| 1991.       | 249         |             |
| 2013.       | 143         |             |